# Eugene Chyzowych
Eugene Chyzowych, noto con il soprannome Gene (Lutowiska, 27 gennaio 1935 – Columbia, 10 maggio 2014), è stato un allenatore di calcio polacco naturalizzato statunitense.

## Biografia
Di etnia ucraina, Chyzowych nacque in Polonia, secondo di tre fratelli: Ihor e Walter, quest'ultimo divenuto anch'egli calciatore ed allenatore. Trasferitosi negli Stati Uniti d'America nel 1947, ove studiò presso il Northeast Catholic High School e la Temple University. Divenuto allenatore guidò, come il fratello Walter, la nazionale del suo paese d'adozione. Nel 1972 è stato presidente dell'American Soccer League. 
È deceduto il 10 maggio 2014.

## Carriera

### Calciatore
Dopo essersi formato calcisticamente nel Northeast Catholic Falcons, la rappresentativa calcistica del Northeast Catholic High School ed i Temple Owls, la rappresentativa calcistica della Temple University, Chyzowych lasciò il calcio giocato per dedicarsi all'allenamento.

### Allenatore
Ha allenato dal 1964 al 2014 i Cougars, la rappresentativa calcistica della Columbia High School di Maplewood.
Nella stagione 1966-1967 fu l'allenatore del Newark Ukrainian Sitch, con cui raggiunse la finale dell'American Soccer League, persa contro il Baltimore St. Gerard's, ottenendo però il titolo personale di miglior allenatore del campionato.
Nel 1973 diviene, tre anni prima del fratello Walter, allenatore della nazionale di calcio degli Stati Uniti d'America, incarico che manterrà solo per quell'anno.
Nel 1976 diviene allenatore del New York Apollo, club militante nella American Soccer League e con cui giunse alla finale della competizione, soccombendo contro il Los Angeles Skyhawks.

## Palmarès

### Individuale
- ASL Coach of the Year: 1

1967